# Număr de transport ionic
Numerele de transport ionic sunt mărimi care indică inegalitatea participării ionilor la transportul curentului în electroliți datorită mobilității ionice diferite. Conceptul a fost introdus de Johann Wilhelm Hittorf în 1853.
Indică procentul cantității de electricitate transportată de un ion din compusul ionic sau fracție din curentul electric total transportat de un anume ion.
{\displaystyle t_{i}={\frac {I_{i}}{I_{tot}}}}

## Metode de măsurare
Se poate măsura prin două tipuri de metode: Hittorf și metoda suprafeței mobile. Metoda Hittorf măsoară concentrații în vecinătatea electrozilor, iar metoda metoda suprafeței mobile folosește o interfață mobilă între două soluții de electroliți diferiți.